# Guessling-Hémering
Guessling-Hémering (fràncic lorenès Gessling-Hemering) és un municipi francès situat al departament del Mosel·la i a la regió del Gran Est. L'any 2007 tenia 894 habitants.

## Demografia

### Població
El 2007 la població de fet de Guessling-Hémering era de 894 persones. Hi havia 328 famílies, de les quals 72 eren unipersonals (40 homes vivint sols i 32 dones vivint soles), 100 parelles sense fills, 132 parelles amb fills i 24 famílies monoparentals amb fills.
La població ha evolucionat segons el següent gràfic:
Habitants censats

### Habitatges
El 2007 hi havia 366 habitatges, 332 eren l'habitatge principal de la família, 23 eren segones residències i 11 estaven desocupats. 327 eren cases i 35 eren apartaments. Dels 332 habitatges principals, 265 estaven ocupats pels seus propietaris, 59 estaven llogats i ocupats pels llogaters i 8 estaven cedits a títol gratuït; 7 tenien dues cambres, 20 en tenien tres, 51 en tenien quatre i 254 en tenien cinc o més. 300 habitatges disposaven pel capbaix d'una plaça de pàrquing. A 128 habitatges hi havia un automòbil i a 170 n'hi havia dos o més.

### Piràmide de població
La piràmide de població per edats i sexe el 2009 era:
| Homes | Edats   | Dones |
| ----- | ------- | ----- |
| 0     | 95 o +  | 4     |
| 0     | 90 a 94 | 0     |
| 0     | 85 a 89 | 4     |
| 0     | 80 a 84 | 4     |
| 4     | 75 a 79 | 8     |
| 24    | 70 a 74 | 24    |
| 24    | 65 a 69 | 28    |
| 12    | 60 a 64 | 28    |
| 28    | 55 a 59 | 8     |
| 20    | 50 a 54 | 32    |
| 20    | 45 a 49 | 36    |
| 40    | 40 a 44 | 16    |
| 52    | 35 a 39 | 44    |
| 28    | 30 a 34 | 40    |
| 32    | 25 a 29 | 20    |
| 32    | 20 a 24 | 16    |
| 40    | 15 a 19 | 20    |
| 40    | 10 a 14 | 28    |
| 64    | 5 a 9   | 32    |
| 12    | 0 a 4   | 16    |

## Economia
El 2007 la població en edat de treballar era de 590 persones, 399 eren actives i 191 eren inactives. De les 399 persones actives 367 estaven ocupades (196 homes i 171 dones) i 32 estaven aturades (12 homes i 20 dones). De les 191 persones inactives 57 estaven jubilades, 56 estaven estudiant i 78 estaven classificades com a «altres inactius».

### Ingressos
El 2009 a Guessling-Hémering hi havia 313 unitats fiscals que integraven 851 persones, la mediana anual d'ingressos fiscals per persona era de 16.146 €.

### Activitats econòmiques
Dels 12 establiments que hi havia el 2007, 2 eren d'empreses extractives, 2 d'empreses alimentàries, 1 d'una empresa de fabricació d'altres productes industrials, 2 d'empreses de construcció, 1 d'una empresa de comerç i reparació d'automòbils, 1 d'una empresa de transport, 1 d'una empresa financera, 1 d'una empresa immobiliària i 1 d'una entitat de l'administració pública.
Dels 5 establiments de servei als particulars que hi havia el 2009, 1 era una oficina bancària, 2 tallers de reparació d'automòbils i de material agrícola, 1 guixaire pintor i 1 fusteria.
L'únic establiment comercial que hi havia el 2009 era una fleca.
L'any 2000 a Guessling-Hémering hi havia 16 explotacions agrícoles que ocupaven un total de 558 hectàrees.

## Equipaments sanitaris i escolars
El 2009 hi havia 1 escola maternal i 1 escola elemental.

## Poblacions més properes
El següent diagrama mostra les poblacions més properes.